# Stenn

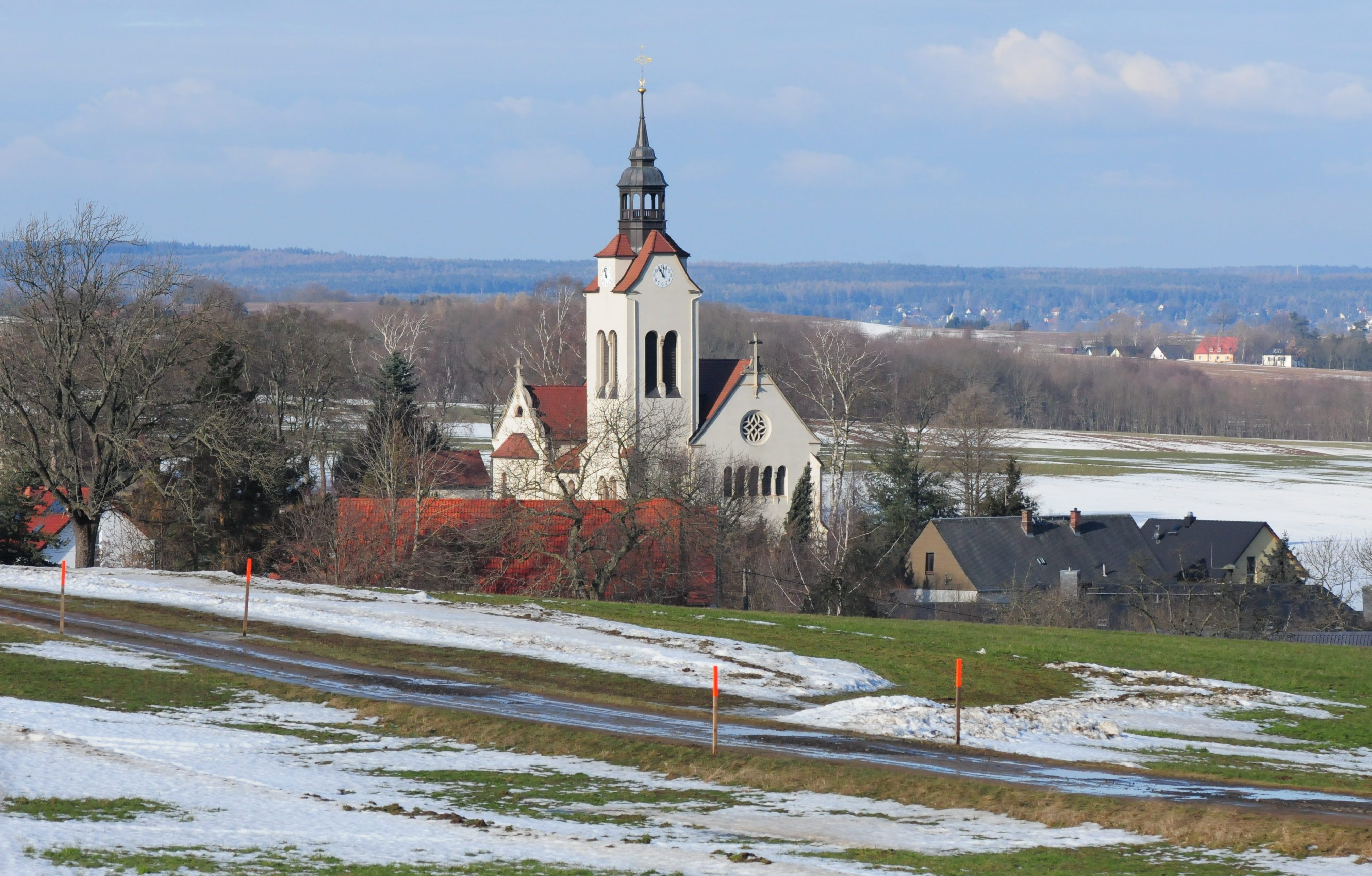
Blick auf einen Teil von Stenn mit Dorfkirche

Stenn ist ein Ortsteil der Gemeinde Lichtentanne im südwestsächsischen Landkreis Zwickau. Die Kirche des 1386 erstmals urkundlich erwähnten Ortes zählt zu den größten Dorfkirchen in Sachsen.

## Geographie und Verkehr
Das langgezogene Dorf Stenn liegt im Naturraum Erzgebirgsbecken (Oberes Pleißeland) etwa 8 km südwestlich des Zwickauer Stadtzentrums auf 330–390 m (im Mittel 352 m ü. NHN) in Nord-Süd-Richtung entlang der Pleiße. Umgebende Orte sind Lichtentanne im Norden, Schönfels im Westen, Ebersbrunn im Süden sowie jenseits der Gemeindegrenze die Zwickauer Stadtteile Hüttelsgrün im Südosten, Oberplanitz und Neuplanitz im Osten und Maxhütte im Nordosten. Weitere Städte der Umgebung sind Werdau (etwa 9 km nordwestlich), Reichenbach im Vogtland (etwa 13 km südwestlich) und Kirchberg (etwa 12 km südöstlich).
Direkt östlich des Ortes verläuft in Nord-Süd-Richtung die S 293, die im Norden an die Bundesstraße 173 und im Süden an die Bundesautobahn 72, Anschlussstelle 10 (Zwickau-West), angebunden ist. An der Bahnstrecke Zwickau–Falkenstein liegt der Haltepunkt (ehemals Bahnhof) Stenn.

## Geschichte

### Erste Besiedlung und Entwicklung bis heute
Ein 1839 entdecktes Urnengrab in der Stenner Flur belegt eine bronzezeitliche Siedlungstätigkeit. Gefunden wurden unter anderem ein etwa 70 cm langes Bronzeschwert und Bronzeringe. Während der deutschen Ostsiedlung wurde Stenn als Waldhufendorf angelegt und 1386 im Zusammenhang mit einem Personennamen (vom) Steynen urkundlich erwähnt. Spätere Formen des Ortsnamens waren (zcu) Steinen (1421), Steyn (1460) und bereits 1532 Stenn. Im Jahr 1430 soll die erste, St. Leonhard gewidmete Kirche erbaut worden sein. Valentin Sebald war 1533 ihr erster bekannter Pfarrer. Mitte des 16. Jahrhunderts wurde der Stenner Kupfer- und Eisenbergbau erwähnt, der vermutlich bereits im 14. Jahrhundert begann. Die Zeche Neugeboren Kindlein schloss 1878, die Zeche Frisch Glück 1885. 
Die Grundherrschaft über Stenn lag ab dem 16. Jahrhundert anteilig bei den Rittergütern Alt-Schönfels und Ruppertsgrün. Stenn gehörte bis 1856 zum kursächsischen bzw. königlich-sächsischen Amt Zwickau. 1856 wurde der Ort dem Gerichtsamt Zwickau und 1875 der Amtshauptmannschaft Zwickau angegliedert. Nach der Fronablösung im Jahr 1841 wurde 1867 die Dorfstraße gebaut. Durch die 1875 eröffnete Bahnstrecke Zwickau–Falkenstein erhielt Stenn einen Bahnhof. In den Jahren 1839/1840 sowie 1888 wurden neue Schulhäuser gebaut. 

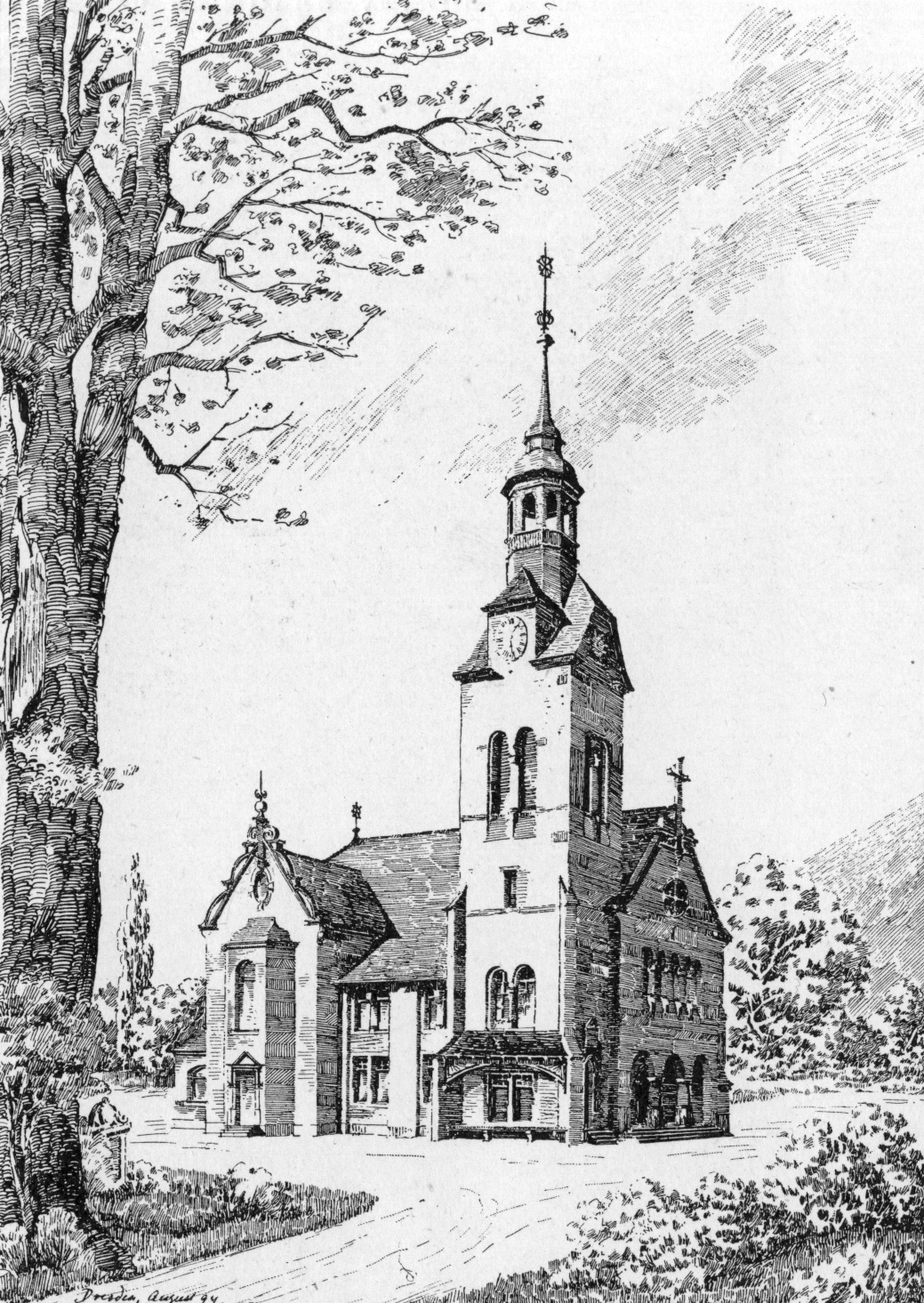
Die 1895 bis 1896 erbaute Auferstehungskirche ist eine der größten Dorfkirchen Sachsens.

Die erste Kirche wurde 1895 abgebrochen und 1896 die noch heute bestehende Auferstehungskirche eingeweiht. Sie wurde vom Dresdner Architekturbüro Schilling & Graebner entworfen, die Orgel stammt aus der Werkstatt Trampeli.
Der erste Bus fuhr 1931 von Weißenborn im Zwickauer Norden nach Stenn. Nach der Ausstellung der Konzession im April 1937 verkehrte auf der Linie seit 1938 der Oberleitungsbus Zwickau. Ab April 1955 lief der Werdauer O-Bus-Prototyp LOWA ES6 auf dieser Strecke im Probebetrieb, bevor er im Oktober des Jahres in Berlin in den Liniendienst ging. Der Betrieb wurde im Februar 1977 eingestellt, zu diesem Zeitpunkt war der Abschnitt Lichtentanne–Stenn die letzte einspurige O-Bus-Strecke Deutschlands.

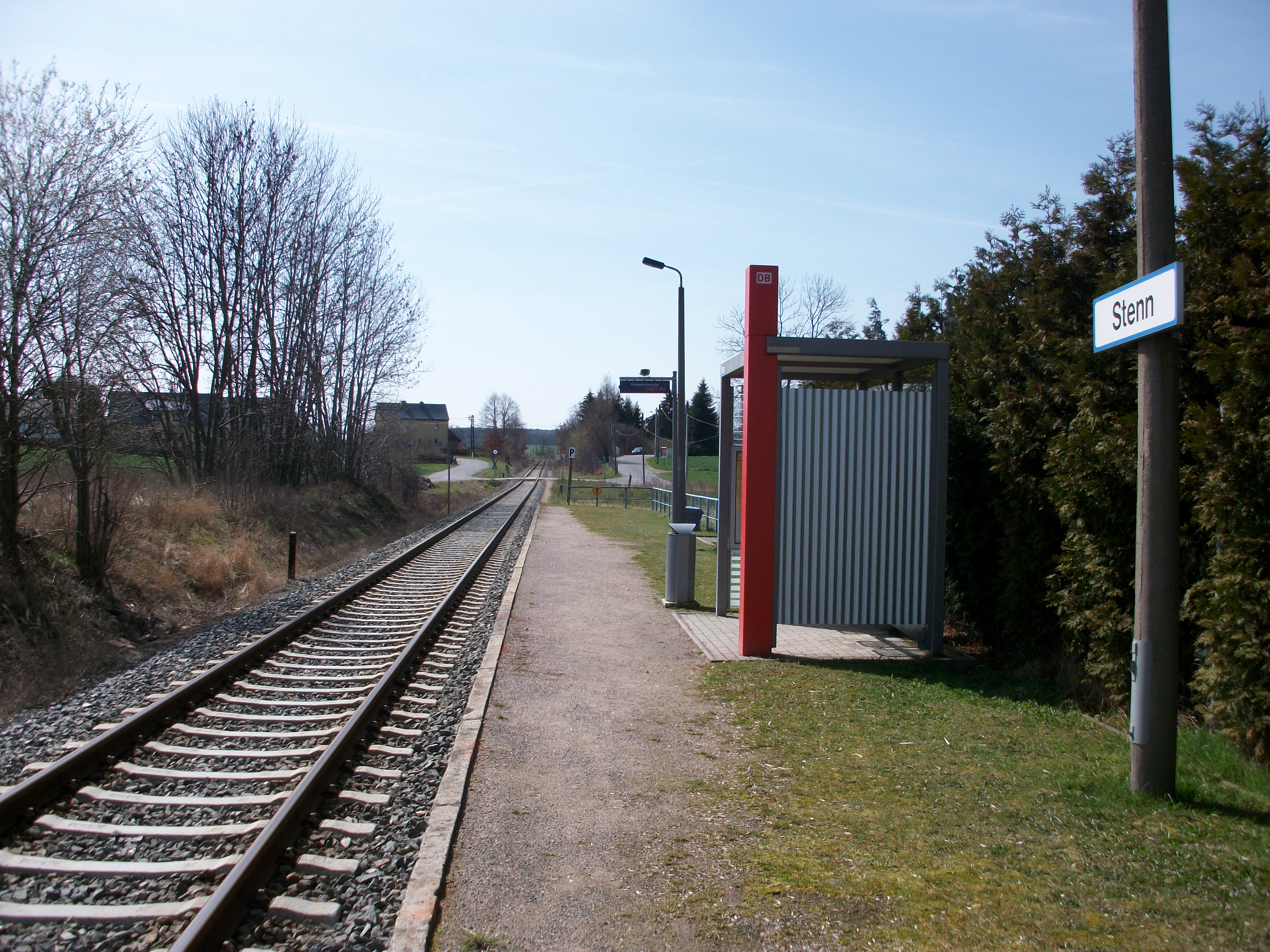
Haltepunkt Stenn (2016)

Durch die zweite Kreisreform in der DDR kam die Gemeinde Stenn im Jahr 1952 zum Kreis Zwickau-Land im Bezirk Chemnitz (1953 in Bezirk Karl-Marx-Stadt umbenannt). Im Jahr 1974 beschädigte ein Sturm die Kirchturmspitze. 
Nach der deutschen Wiedervereinigung und der Neugründung von Bundesländern entstand aus dem Bezirk 1990 der sächsische Landkreis Zwickau, der 1994 im Landkreis Zwickauer Land aufging. Erst im Jahr 2002 konnte der originalgetreue Wiederaufbau der Kirchturmspitze erfolgen. – Zum 1. Januar 1996 schlossen sich die Gemeinden Stenn und Schönfels mit Lichtentanne zusammen, ein Jahr später folgte Ebersbrunn. Infolge des Geburtenrückgangs wurden die Grundschulen in Ebersbrunn und Schönfels 2001 geschlossen und die Grundschule von Stenn grundhaft saniert und erweitert. Seit dem 1. August 2008 gehört Stenn als Ortsteil der Gemeinde Lichtentanne zum Landkreis Zwickau.

### Bevölkerungsentwicklung
| Jahr | Einwohner |
| ---- | --------- |
| 1834 | 703       |
| 1871 | 1523      |
| 1890 | 1729      |
| 1910 | 2101      |
| 1925 | 2074      |
| 1939 | 2142      |
| 1946 | 2472      |
| 1950 | 2402      |
| 1964 | 2022      |
| 1990 | 1267      |
| 1995 | 1339      |
| 2021 | 1193      |

Im Jahr 1551 wirtschafteten in Stenn 52 besessene Mann und 24 Inwohner. Rund zwei Jahrhunderte später lag die Zahl der Wirtschaften 1764, ein Jahr nach Ende des Siebenjährigen Krieges, bei 55 besessenen Mann, 7 Gartennahrungen und 21 Häuslerstellen.
In den knapp 40 Jahren vom Beitritt des Königreichs Sachsen zum Deutschen Zollverein bis zur Reichsgründung stieg die Einwohnerzahl von rund 700 auf über 1500 auf mehr als das Doppelte. Von der Jahrhundertwende bis zum Zweiten Weltkrieg pendelte die Einwohnerzahl um 2100 und stieg nach dem Krieg auf etwa 2500. Nach einem leichten Rückgang in den fünfziger und sechziger Jahren auf etwa 2000 im Jahr 1964 fiel die Einwohnerzahl bis zum Ende der DDR unter 1300. Bei der Eingemeindung hatte Stenn 1339 Einwohner.

## Persönlichkeiten
- Gotthard Schuster (1674–1761), evangelischer Theologe und Kirchenlieddichter, hatte 1703–1706 in Stenn seine erste Pfarrstelle
- Friedrich August Barth (1816–1879), Landwirt, der als konservativer Politiker auch im Sächsischen Landtag saß
- Walter Modes (1902–1945), V-Mann der Gestapo